# Saintluciahärmtrast
Saintluciahärmtrast (Ramphocinclus sanctaeluciae) är en fågel i familjen härmtrastar inom ordningen tättingar.

## Utbredning och systematik
Fågeln förekommer enbart på ön Saint Lucia i Västindien. Den behandlas som monotypisk, det vill säga att den inte delas in i några underarter. Fågeln kategoriserades tidigare som underart till Ramphocinclus brachyurus, men urskiljs sedan 2024 som egen art av IOC.

## Status
IUCN erkänner den inte som art, varför dess hotstatus inte bestämts.